# Phytoecia erythrocnema
Phytoecia erythrocnema là một loài bọ cánh cứng trong họ Cerambycidae.